# Ruy Ramos
Ruy Gonçalves Ramos Sobrinho (jap. ラモス 瑠偉, Ramosu Rui; * 9. Februar 1957 in Rio de Janeiro) ist ein ehemaliger brasilianisch-japanischer Fußballspieler.
Ramos kam 1977 zum Yomiuri FC, für die er 19 Jahre lang spielte. In dieser Zeit brachte er es auf 302 Einsätze, in denen er 83 Tore erzielen konnte. 1996 ging er für ein Jahr nach Kyoto Purple Sanga, bevor er 1997 zu seinem inzwischen in Verdy Kawasaki umbenannten Verein zurückkehrte. 1998 beendete er schließlich seine Profikarriere.
1989 wurde er eingebürgert und war somit auch berechtigt für die japanische Fußballnationalmannschaft zu spielen, für die er dann auch 32 Länderspiele zwischen 1989 und 1995 bestritt.
Er betreute von 2005 sowie von 2009 bis 2013 das japanische Beachsoccer-Team bei der FIFA-Beach-Soccer-Weltmeisterschaft 2005 und konnte dort überraschenderweise mit Japan den 4. Platz erreichen. Von Januar 2006 bis 2007 war er als Trainer bei seinem ehemaligen Verein Tokyo Verdy tätig und seit 2014 beim FC Gifu.